# Malalai Kakar
Malalai Kakar (paixtu: ملالۍ کاکړ)  (Kandahar, 1967 - Kandahar, 28 de setembre de 2008) va ser l'agent de policia femenina amb més repercussió mediàtica de la República Islàmica de l'Afganistan (2001-2021) durant la seva existència. Era d'ètnia paixtu i una de les dones afganeses contemporànies més conegudes. En tant que tinent coronela, va ser la líder del departament de crims envers les dones de Kandahar. Ella mateixa, que va ser víctima de nombroses amenaces de mort, va ser assassinada pels talibans a les darreries del 2008. Kakar va unir-se al cos policial el 1982, seguint els passos del seu pare i els seus germans. Va ser la primera dona a graduar-se en l'Acadèmia de Policia de Kandahar, i també la primera a esdevenir investigadora en el Departament de Policia de Kandahar. Dins d'una província que fou el bressol de l'islamisme afganès, va ser immensament respectada pel seu coratge. Als ulls del seu país i del món, va esdevenir una encarnació del combat de les afganeses per llurs drets. Malalai Kakar és una de les víctimes emblemàtiques, com també Safia Amajan i Sitara Achakzai, d'un terrorisme talibà que procura barrar el pas i eliminar les dones de l'espai públic, tant a l'Afganistan com al Pakistan.

Nascuda en el si d'una família paixtu, era la filla petita del líder de la tribu. Son pare, Gul Mohammed Kakar, oficial de policia a la província de Kandahar, la va empènyer a seguir el seu camí, igual que als seus cinc germans nois. La van reclutar a la policia quan tenia quinze anys i va esdevenir la primera dona diplomada de l'escola de policia de Kandahar. D'aleshores ençà, va tornar-se cèlebre per les perilloses missions que acomplia, armada amb una pistola o un Kalàixnikov sota el burca. El renom de Kakar es va estabilitzar a partir d'una operació durant la qual va matar tota sola tres criminals perseguits. Li serà atribuït el sobrenom de Malalai d'allà en endavant en referència a Malalai de Maiwand, una heroïna i icona dels combats contra els britànics als anys 80.
El 1994, va fugir de Kandahar perquè la vila on vivia va caure en mans dels talibans, dos anys abans que conquerissin Kabul. Exiliada al Pakistan, hi va conèixer el seu futur marit, funcionari de l'ONU. Mercès a l'acabament del règim talibà el 2001 va poder retornar a Kandahar, on va reprendre la carrera. Ara oficial de policia, va ser-li atribuït el lideratge del departament de crims contra les dones. Primera dona policia en funcions de la vila, va durar prou temps en el càrrec i es va dedicar particularment al reclutament d'altres dones. Això tenia un abast més que simbòlic en un context en què les tradicions no permetien que un home interrogués una dona sense la presència d'un parent masculí.
Dins la lluita contra la violència domèstica, una de les proeses de Kakar és l'alliberament d'Anar Gul, una dona maltractada per l'espòs, opiòman. Al final de la investigació, la jove va ser trobada en un estat de decadència física extrema, reclosa en un soterrani on s'alimentava de les sobres de la família. L'agent, si bé era coneguda sobretot per accions contra marits torturadors, no va dubtar més a enfrontar dones criminals, en què incloïa les adúlteres sense vacil·lar. A banda de les investigacions policials comunes, participava activament en la recerca dels amagatalls dels talibans, atès que solament una policia podia enraonar amb vilatjanes en un país on, segons la tradició, els hòmens no tenen dret d'entrar a una casa on hi ha dones i encara menys de verificar que efectivament és ella i que no oculta res sota el burca.
Va operar gairebé sempre coberta de la vestimenta islàmica tradicional. Així i tot, a partir de mitjan 2005 va aturar de dur-la davant dels col·legues policies per tal de «mostrar a les dones llurs drets».
| «               | Ningú no em fa dur burca, ni el meu marit ni la policia. Però jo prefereixo sortir-hi. És ben pràctic i, a més, a Kandahar una bona dona no es deixa veure mai sense burca ni xador. És part de la nostra cultura. Tothom es befaria del meu marit. Portava el burca abans de l'arribada dels talibans, encara el porto per a protegir la família i a mi mateixa. | » |
| — Malalai Kakar | |   |

Seguint una altra tradició Kakar era tothora escortada pel seu germà més petit, Torialai. De fet, l'acompanyant, armat també amb un Kalàixnikov, feia la funció de guarda del cos per a la seva germana gran, que rebia tot sovint amenaces de mort.
Tanmateix, els canvis sistemàtics d'itinerari i totes les precaucions preses finalment no van poder aturar els dos matadors motoristes enviats pels talibans, que van aconseguir ferir-la mortalment. Va passar el 28 de setembre de 2008, entre les 7 i les 9 del matí: van disparar letalment Kakar davant del seu domicili, quan es disposava a anar en cotxe a la feina. Se sap que aleshores rondava el final de la trentena o l'inici o el transcurs de la quarantena i que tenia sis fills, d'entre els quals un de 18 anys greument afectat per l'atemptat.